# Louis von Bignio

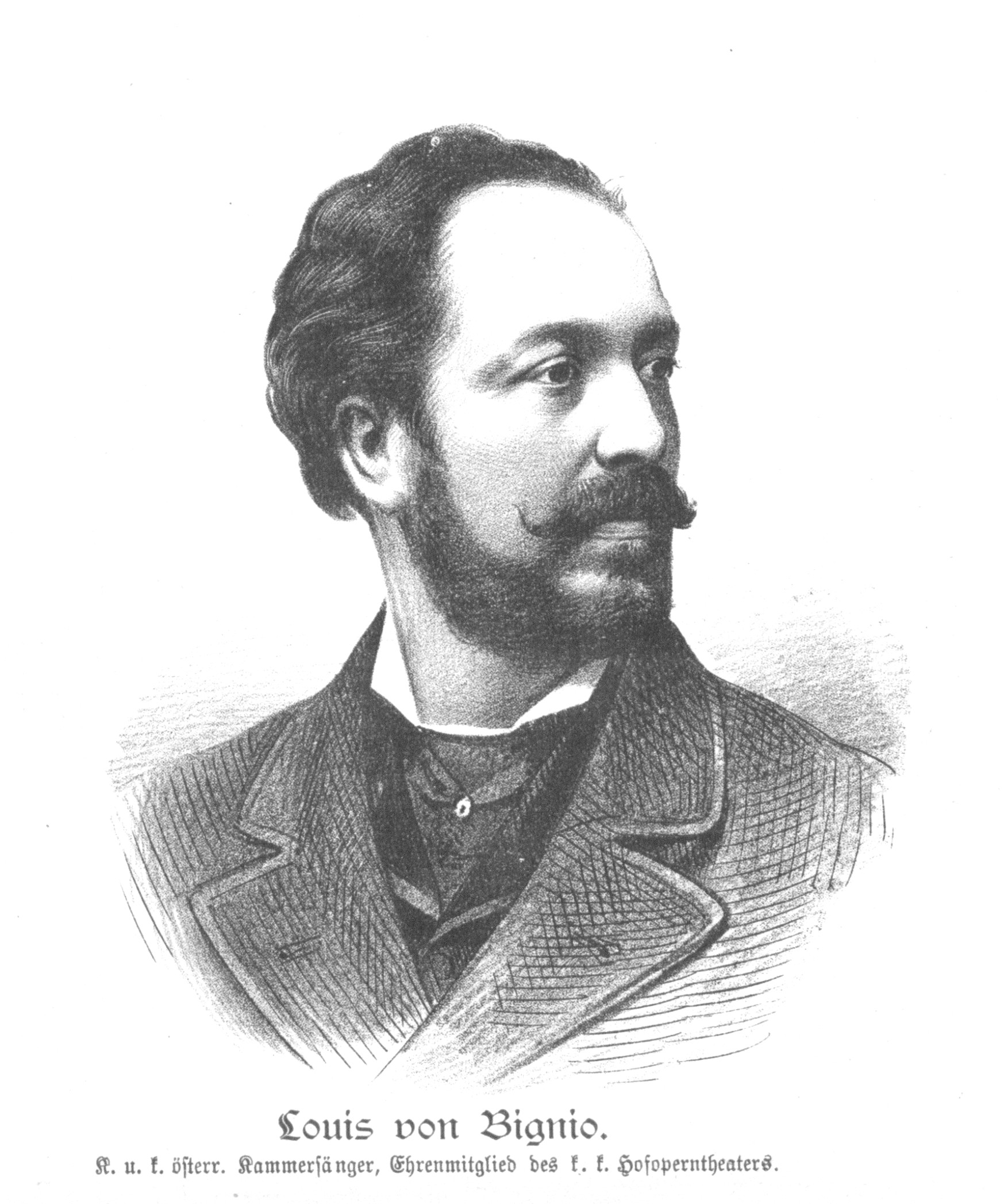
Louis von Bignio im Jahre 1891

Louis von Bignio (29. Juli 1839 in Pest – 29. November 1907 in Wien, Österreich-Ungarn) war ein Opernsänger (Bariton).

## Leben
Bignio studierte in Pest bei Peter Stoll und in Wien bei Gaetano Rossi und Giovanni Gentiluomo. Sein Debüt gab er als „Jäger“ im Nachtlager in Granada am Deutschen Theater in Pest.
Am 1. April 1863 debütierte er am Kärntnertortheater, wo er bis 30. September 1883 verblieb. Zu seinen Hauptrollen zählten „Rigoletto“, „Graf Luna“ (Il trovatore), „Wolfram“ (Tannhäuser) und „Zampa“.
Die Hofoper ernannte ihn zum Kammersänger und 1883 zum Ehrenmitglied.